# Osrednjeslovenska
Osrednjeslovenska is een statistische regio in Slovenië. De regio's vormen in Slovenië geen bestuursniveau: Slovenië kent slechts het gemeentelijke en landelijke bestuur.
Tot Osrednjeslovenska behoren de volgende gemeenten:
- Borovnica
- Brezovica
- Dobrepolje
- Dobrova-Polhov Gradec
- Dol pri Ljubljani
- Domžale
- Grosuplje
- Horjul
- Ig
- Ivančna Gorica
- Kamnik
- Komenda
- Litija
- Ljubljana
- Logatec
- Log-Dragomer
- Lukovica
- Medvode
- Mengeš
- Moravče
- Škofljica
- Šmartno pri Litiji
- Trzin
- Velike Lašče
- Vodice
- Vrhnika

Gorenjska · Goriška · Jugovzhodna Slovenija · Koroška · Notranjskokraška · Obalnokraška · Osrednjeslovenska · Podravska · Pomurska · Savinjska · Spodnjeposavska · Zasavska